# Sophie Whitlock

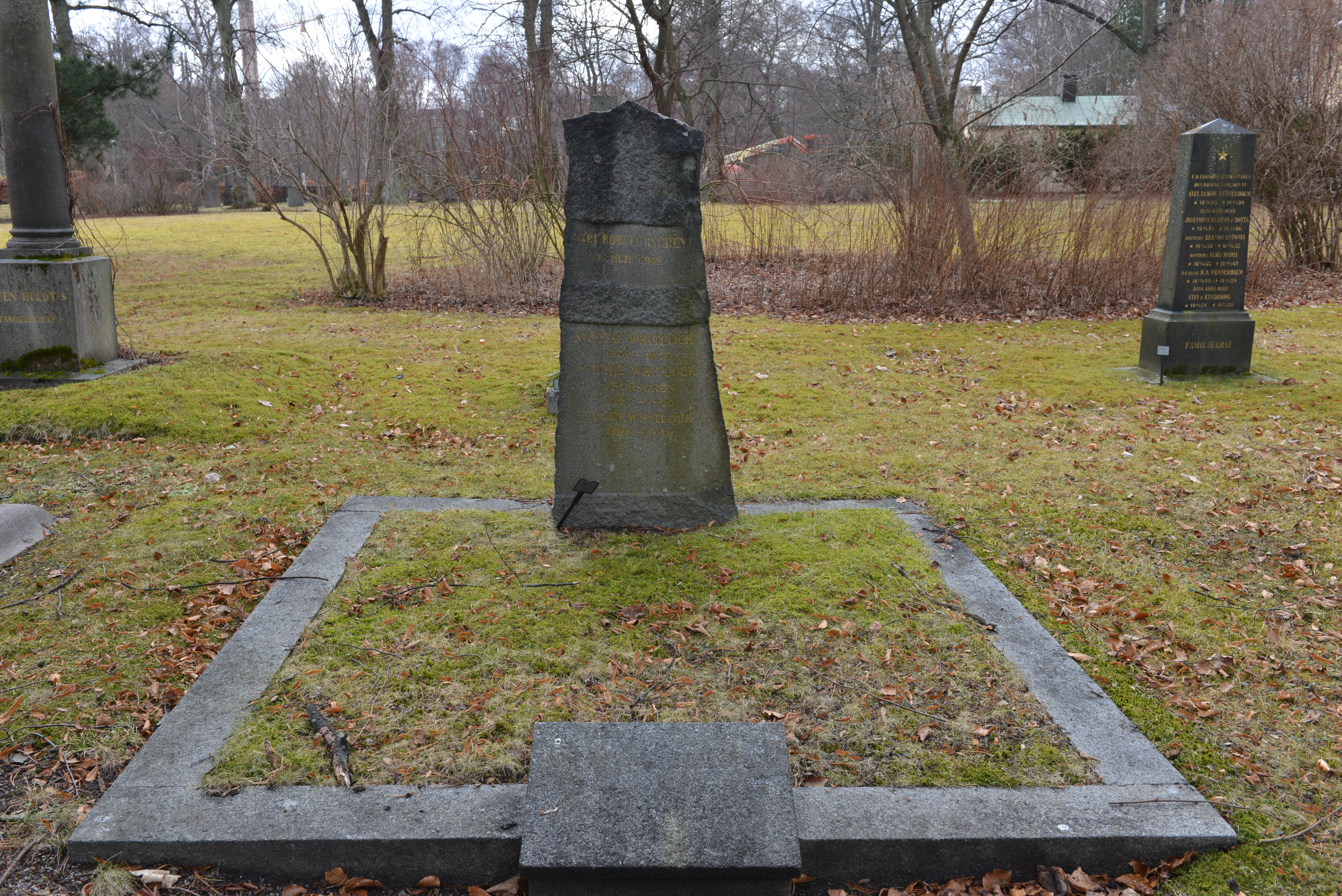
Whitlocks gravvård på Norra begravningsplatsen

Sofia Augusta Whitlock, född Forsgren 8 januari 1827 i Stockholm, död 7 april 1920 i Stockholm, var en svensk kvinnosakskvinna och byggherre. 
Hon var gift med grosshandlaren Gustaf Whitlock och mor till Anna Whitlock, grundaren av Whitlockska skolan. Hon var under en period sekreterare i Fredrika-Bremer-Förbundet och fram till 1884 sekreterare i Gaslysningsaktiebolaget i Stockholm. 
Hon uppförde flera hus. Det sista hus Whitlock lät uppföra var det vid Lill-Jans plan 4, det så kallade Whitlockska huset. Huset uppfördes 1887–1888 och där bodde hon också själv fram till sin död vid 93 års ålder. Sophie Whitlock är gravsatt på Norra begravningsplatsen i Stockholm.